# Holocryptis bisectalis
Holocryptis bisectalis är en fjärilsart som beskrevs av Walker 1859. Holocryptis bisectalis ingår i släktet Holocryptis och familjen nattflyn. Inga underarter finns listade i Catalogue of Life.